# Hantos Balázs
Hantos Balázs (Budapest, 1944. március 17. –) magyar operaénekes, basszus.

## Életútja
1964–től a Liszt Ferenc Zeneművészeti Főiskolán Réti Józsefnél tanult, ahol 1970-ben diplomázott tanárképző és operaszakon. 1970-1973 között a moszkvai Csajkovszkij Konzervatórium diákja volt, Alekszandr Joszifovics Baturinnál. 1973–74-ben a kasseli opera, 1974-től a Magyar Állami Operaház magánénekese. Az elmúlt évtizedekben végigénekelte az operairodalom legtöbb karakterbasszus szerepét. Filmekben is feltűnt.

### Főbb alakításai
Magyar Állami Operaház
- Iván, Orlovszkij szolgája (Strauss: A denevér)[5]
- A falu csősze (Kacsóh: János vitéz)[4]
- II. Favágó és III. Favágó (Lorca – Szokolay: Vérnász)[6]
- Selim Hekeri (Stephanie – Mozart: A színigazgató)[7]
- Simone, Buoso nagybátyja (Puccini: Gianni Schicchi) 1987
- Simone, Buoso nagybátyja (Puccini: Gianni Schicchi) 1996
- Baál főpapja (Verdi: Nabucco)
- Budd, rendőrfőnök (Britten: Albert Herring)[8]
- V. zsidó (Strauss: Salome)
- Fafner (Wagner: A Rajna kincse)[4]
- Bagos, mészáros (Erkel: Dózsa György)
- Vakond (Puccini: A köpeny)[4]
- Fafner (Wagner: Siegfried)[3]
- Schwarz, harisnyatakács (Wagner: A nürnbergi mesterdalnokok)
- Első sztrelec (Muszorgszkij: Hovanscsina)
- Grigorisz atya, a falu pópája (Szokolay: Ecce homo)[3]
- Sparafucile (Verdi: Rigoletto)[4]
- Pater Benedict és Harmadik maszk (Prokofjev: Eljegyzés a kolostorban)
- Lodovico, a velencei köztársaság követe (Verdi: Otello)
- Pietro, plebejus és Pietro, szenátor Simon (Verdi: Simon Boccanegra)
- Gumpelwieser, rajzoló (Berté – Schubert – Willner – Reichert: Három a kislány)
- Pistol (Verdi: Falstaff)[4]
- Napóleon (Kodály: Háry János) 1977
- Muszka Silbak; Első pór (Kodály: Háry János) 1999
- Egyiptom királya/Fáraó (Verdi: Aida)[3][4]
- Hajóskapitány (Puccini: Manon Lescaut)[4]
- Fouquier Tinville, közvádló (Giordano: André Chénier)
- Szurin (Csajkovszkij: A pikk dáma)
- Varlaam (Muszorgszkij: Borisz Godunov)[3]
- Igazgató (Móricz – Szabó: Légy jó mindhalálig!)
- Az Idő és Poszeidon (Monteverdi: Odüsszeusz hazatérése)
- Farfarello (Prokofjev: A három narancs szerelmese)
- Mr. Peachum (Britten: Koldusopera)
- Második őrtálló (Schikaneder – Mozart: A varázsfuvola)
- Dömölk (Dohnányi: A vajda tornya)
- Basszus II. (Stravinsky: A róka)
- Calatrava márki (Verdi: A végzet hatalma)[4]
- Hunding (Wagner: A walkür)

Szentendrei Teátrum
- Gumpelwieser, rajzoló (Berté – Schubert – Willner – Reichert: Három a kislány)
- Foccione, Petronio tanítványa (Paisiello: Botcsinálta bölcsek)
- II. kalmár és V. jós (több szerző: A szüzesség acél-tüköre)
- Erő és Abraham (ismeretlen magyar szerző a XVII. századból: Comico-tragoedia) (főiskolai hallgatóként)
- Xixaxoverox, egy varázsló (Szalkay: Pikko herceg és Jutka-Perzsi) (főiskolai hallgatóként)

Továbbiak
- Csősz, Gazda, Óriás (Kacsóh: János vitéz) – József Attila Színház
- Prédikátor (Csemer – Szakcsi Lakatos: A bestia) – Rock Színház
- Kajafás (Webber: Jézus Krisztus szupersztár) – Arizona Színház
- Növény (Audrey II.) (Ashman – Menken: Rémségek kicsiny boltja) – Vígszínház (1985)
- Növény (Audrey II.) (Ashman – Menken: Rémségek kicsiny boltja) – Városmajori Színpad (1985)
- Kormányzó (Mozart: Don Juan) – Miskolci Nyár a Muzsikáló Udvarban
- Basilio, zenemester (Rossini: A sevillai borbély) – Kisfaludy Színház
- Pomádé király (Ránki: Pomádé király új ruhája) – Vörösmarty Színház (Székesfehérvár)
- Kupelwieser (Berté – Schubert – Willner – Reichert: Három a kislány) – Margitszigeti Szabadtéri Színpad
- Bolond Istók, Dumusi, sumir főpap (A holdbeli csónakos) – Kisfaludy Színház
- Kajafás (Webber: Jézus Krisztus szupersztár) – Miskolci Nemzeti Színház
- Lazarevits (Kálmán: Csárdáskirálynő) – Újpesti Kamaraszínház

### Filmszerepei
- 1999 – A napfény íze... Aaron Sonnenschein
- 1991 – Találkozás Vénusszal... második francia énekes
- 1985 – Zenés TV színház (televíziós sorozat) az Olasz vendéglő részben...
- 1982 – Kabala...
- 1979 – Az erőd...Van Delft
- 1979 – A trombitás...
- 1977 – A csillagszemű...